# Sarawak Badminton Association
Die Sarawak Badminton Association ist ein Sportverband in der Sportart Badminton im Bundesstaat Sarawak in Malaysia.

## Geschichte
Der Verband wurde im November 1936 als Kuching Badminton Association gegründet. Im Oktober 1954 wurde der Verband assoziiertes Mitglied in der International Badminton Federation, im Juli 1956 Vollmitglied. Im Februar 1956 erfolgte die Umbenennung des Verbandes in seinen heutigen Namen. Bis zum Jahr 1964 war der Verband die oberste nationale administrative Organisation in der Sportart Badminton in Sarawak. 1964 erfolgte der Anschluss an die Badminton Association of Malaysia. Verbunden damit war die Aufgabe der Funktion als nationaler Badmintonverband und die Aufnahme der Aufgaben als Badmintonverband des Bundesstaats Sarawak. Sitz des Verbandes ist Kuching.

## Persönlichkeiten
- Teo Kui Seng, ehemaliger Präsident
- Tan Han Boon, ehemaliger Präsident
- Tan Sri Abdul Aziz Husain, Präsident

## Referenzen
- Annual Handbook of the International Badminton Federation, London, 21. Auflage 1962–63, S. 218